# MX3000
MX3000 – pociąg elektryczny używany w metrze w Oslo w Norwegii. Zespoły trakcyjne są produkowane przez firmę Siemens Mobility, która rozpoczęła seryjne dostawy tych pociągów w 2007 roku. Sporveien zamówił 78 jednostek składających się z trzech wagonów, a pięć zestawów zamówiła gmina hrabstwa Akershus. MX3000 zastąpiły starsze pociągi T1000/T1300, które były używane w metrze w Oslo od 1966 roku. Do nadejścia 2010 roku, ostatnie pociągi T1000/T1300 zostały wycofane i zastąpione 83 składami składającymi się z trzech wagonów. Dokonano również zamówienia na dodatkowe 32 zestawy, a ostatni z nich dostarczono w 2014 roku, zwiększając flotę do 115 jednostek.
Pociągi są budowane jako jednostki składające się z trzech wagonów, chociaż często w regularnej eksploatacji obsługują ruch jako dwie jednostki połączone ze sobą. Jednostki mają 54,34 m (178,28 ft) długości, a ich waga wynosi 98 ton. Jednostki mają łącznie dwanaście silników trakcyjnych o mocy 140 kW (190 KM) każdy, umożliwiające prędkość 70 km/h (43,5 mi/h). Składy mogą pomieścić 493 pasażerów, w tym 138 na miejscach siedzących. Pierwszą serię 33 jednostek zamówiono w 2003 r., a następnie dodatkowe zamówienie na 30 złożono w 2005 r., na kolejne 15 zestawów w 2008 r. i na 32 zestawy w grudniu 2010 r. Każda jednostka finansowana była przez Oslo Package 2 i kosztowała około 45 milionów NOK.

## Historia
W 1966 roku metro w Oslo zostało otwarte jako modernizacja dwóch istniejących linii tramwajów podmiejskich, linii Østensjø i Lambertseter (linie 3 i 4). Do 1970 roku system został uzupełniony o linie Grorud i Furuset. Metro działało tylko na wschodnich przedmieściach. W 1987 roku system został rozbudowany o połączenie z siecią zachodnią, która pozostała tramwajem podmiejskim z siecią trakcyjną, peronami mieszczącymi maksymalnie dwuczłonowe pojazdy i gorszą sygnalizacją. W 1993 roku linia Sognsvann została przekształcona do standardu metra, a linia Røa dwa lata później. W momencie złożenia zamówienia na pociągi MX3000, linie Kolsås i Holmenkoll nadal korzystały z sieci trakcyjnej i nie mogły korzystać z nowego taboru. Oba systemy były wówczas rozważane pod kątem konwersji na systemy kolei lekkiej, które łączyłyby się odpowiednio z liniami Lilleaker i Ullevål Hageby.
Stara flota T1000/T1300 składała się ze 195 wagonów w ośmiu seriach. Pociąg T1000 był oryginalną serią dostarczoną w latach 1966-1978, podczas gdy T1300 był późniejszą wersją produkowaną do 1987 roku. Seria T1000 pobierała prąd tylko przez trzecią szynę, podczas gdy seria T1300 miał również pantograf i mogła być używany na liniach Kolsås i Holmenkollen. W 1995 roku dla linii Holmenkollen dostarczono sześć dwuczłonowych jednostek T2000. W tamtym czasie promowano je jako możliwy zamiennik całej serii T1000 i T1300, jednakże w trakcie okazało się, że składy T2000 były podatne na problemy techniczne. Pociągi T2000 mogły odbierać prąd zarówno z trzeciej szyny jak i z sieci trakcyjnej.

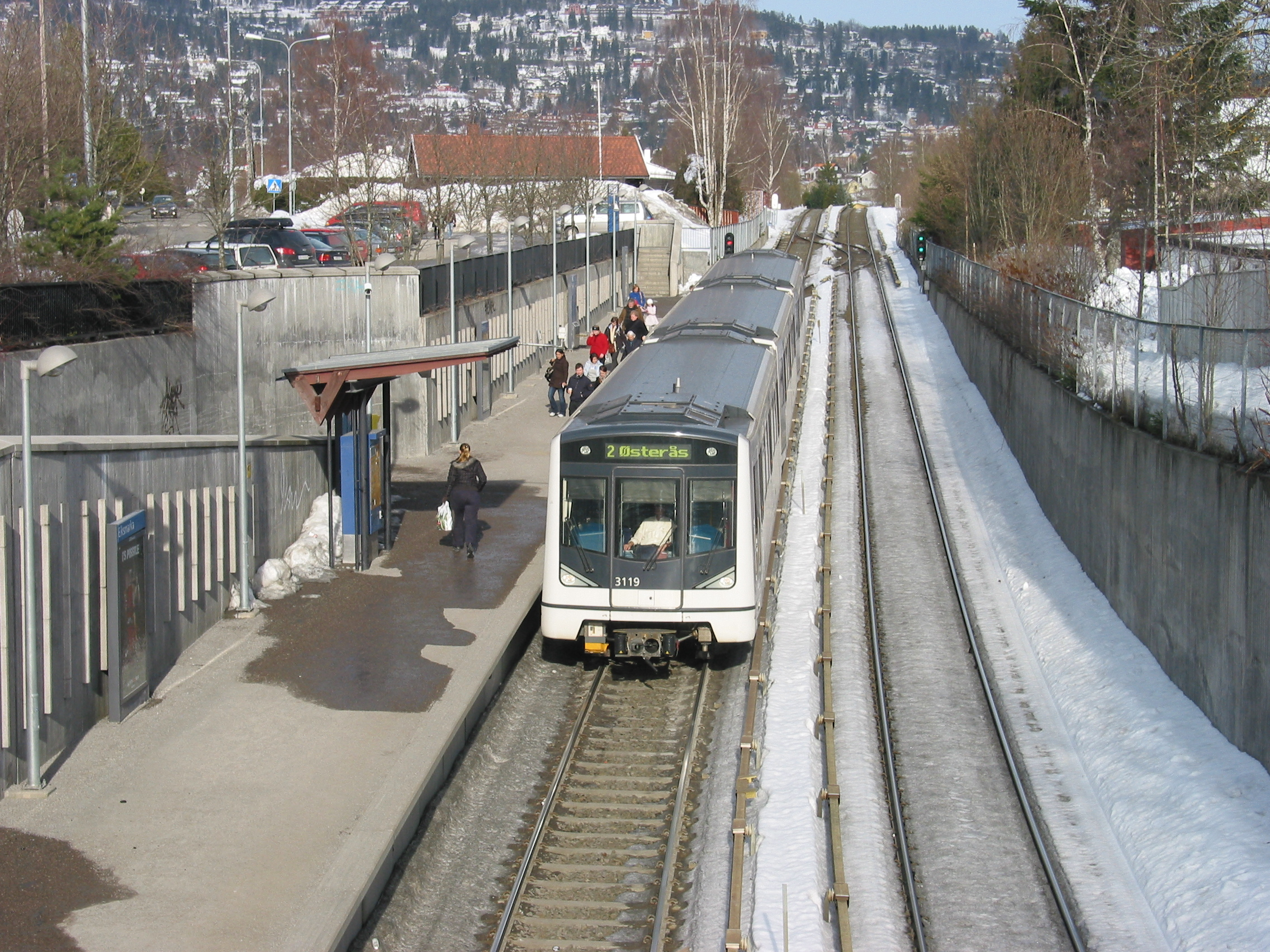
Skład MX3000 na stacji Eiksmarka

W 1996 roku rozpoczęto prace nad ustaleniem pakietu finansowania nowych inwestycji w transporcie publicznym w Akershus i Oslo. Została ona uchwalona w 2001 roku przez radę miejską, radę powiatową oraz norweski parlament. Pakiet Oslo 2 umożliwił uzupełnienie dotacji miejskich i państwowych zwiększonymi dochodami z opłat za przejazdy i drogi płatne w celu sfinansowania między innymi nowych pociągów metra. Początkowe zamówienie Oslo Sporveier obejmowało 33 jednostki (99 wagonów) i zostało zatwierdzone przez zarząd 28 czerwca 2003 r. Początkowy koszt zamówienia opiewał na 1,6 miliarda NOK i zawierał opcje na dalsze zamówienia. Pięć innych producentów zostało odrzuconych w trakcie przetargu. W połączeniu z innymi inwestycjami sieci metra, nowe pociągi miały pozwolić na szybsze podróżowanie metrem.
W 2005 roku rada miejska głosowała za zastąpieniem wszystkich istniejących składów T1000 i T1300 przez MX3000, zwiększając przez to liczbę o kolejne 30 sztuk. Przy drugim zamówieniu cena wzrosła do 2,5 miliarda NOK. Dwie jednostki testowe zostały dostarczone w październiku 2005 roku, a produkcja seryjna rozpoczęła się w kwietniu 2006 roku, z pierwszymi dostawami planowanymi w kwietniu 2007 roku. Wraz z dostawą nowych pociągów, Oslo Sporveier spotkało się z krytyką, że byli nielojalni wobec starego czerwonego koloru metra i że nie kontynuowali swojej poprzedniej koncepcji projektowej z lat 1960-1980 XX wieku. W ciągu pierwszych 30 dni testów, wystąpiły dwie awarie: pierwsza w mechanizmie zamykania drzwi i druga z przełącznikiem w kabinie, który okazał się nie być szczelny. Okazało się jednak, że Oslo Sporveier nie określiło wystarczająco dokładnego zużycia energii przez pociągi podczas zamówienia, dlatego prostowniki wykorzystywane na odcinkach linii wymagały modernizacji, aby zapewnić pociągom wystarczającą moc. W 2007 roku miały miejsce cztery incydenty, w których pociągi nie były w stanie wyhamować na stacjach. Najpoważniejszy incydent miał miejsce, gdy pociąg ześlizgnął się 1,3 km (0,81 mi) od stacji Blindern do stacji Majorstuen.

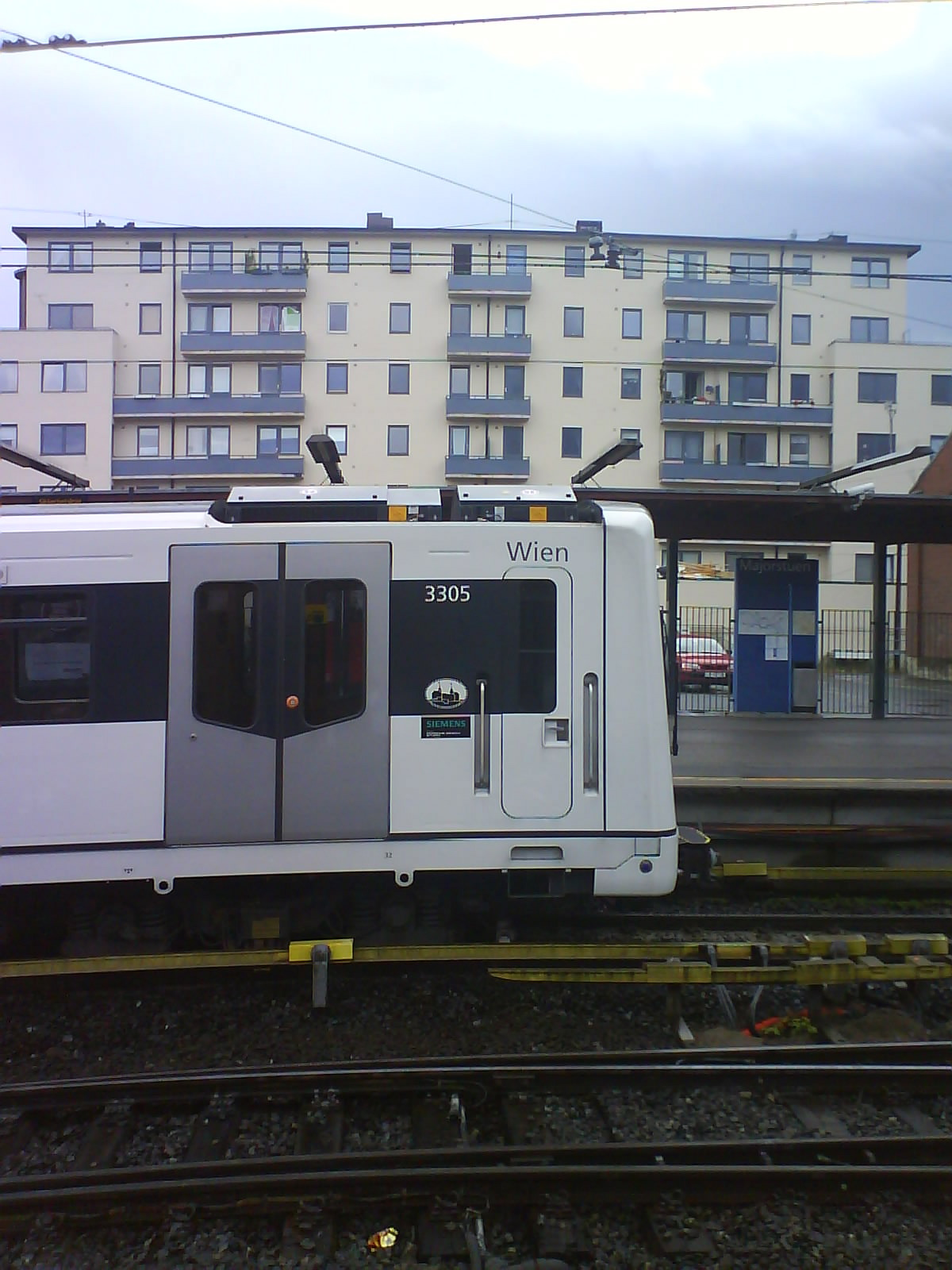
Widok z boku MX3000

Po podjęciu w 2006 roku decyzji o przekształceniu linii Kolsås w standard metra, Rada Hrabstwa Akershus ogłosiła, że zamówi pięć jednostek. W listopadzie 2006 r. władze miasta zaproponowały prywatyzację utrzymania nowych pociągów. Spowodowało to protesty pracowników, którzy przeprowadzili strajk częściowy, odmawiając pracy w godzinach nadliczbowych. W rezultacie, po kilku tygodniach brakowało 57 pociągów do zapewnienia odpowiedniej obsługi metra. Problem został rozwiązany, gdy socjalistyczne partie opozycyjne wraz z Partią Liberalną zgodziły się odroczyć sprawę do czasu dostarczenia wszystkich nowych pociągów w 2009 roku. W ramach umowy nowa spółka Oslo Vognselskap, w całości należąca do Sporveien, przejmie na własność wszystkie pociągi metra i tramwaje używane przez spółki operacyjne Oslo T-banedrift i Oslo Sporvognsdrift. Odpowiedzialność za dług powstały po zakupie pociągów miała przejąć Oslo Vognselskap, natomiast obsługa i zarządzanie umowami konserwacyjnymi zostało przeniesione do Oslo T-banedrift.

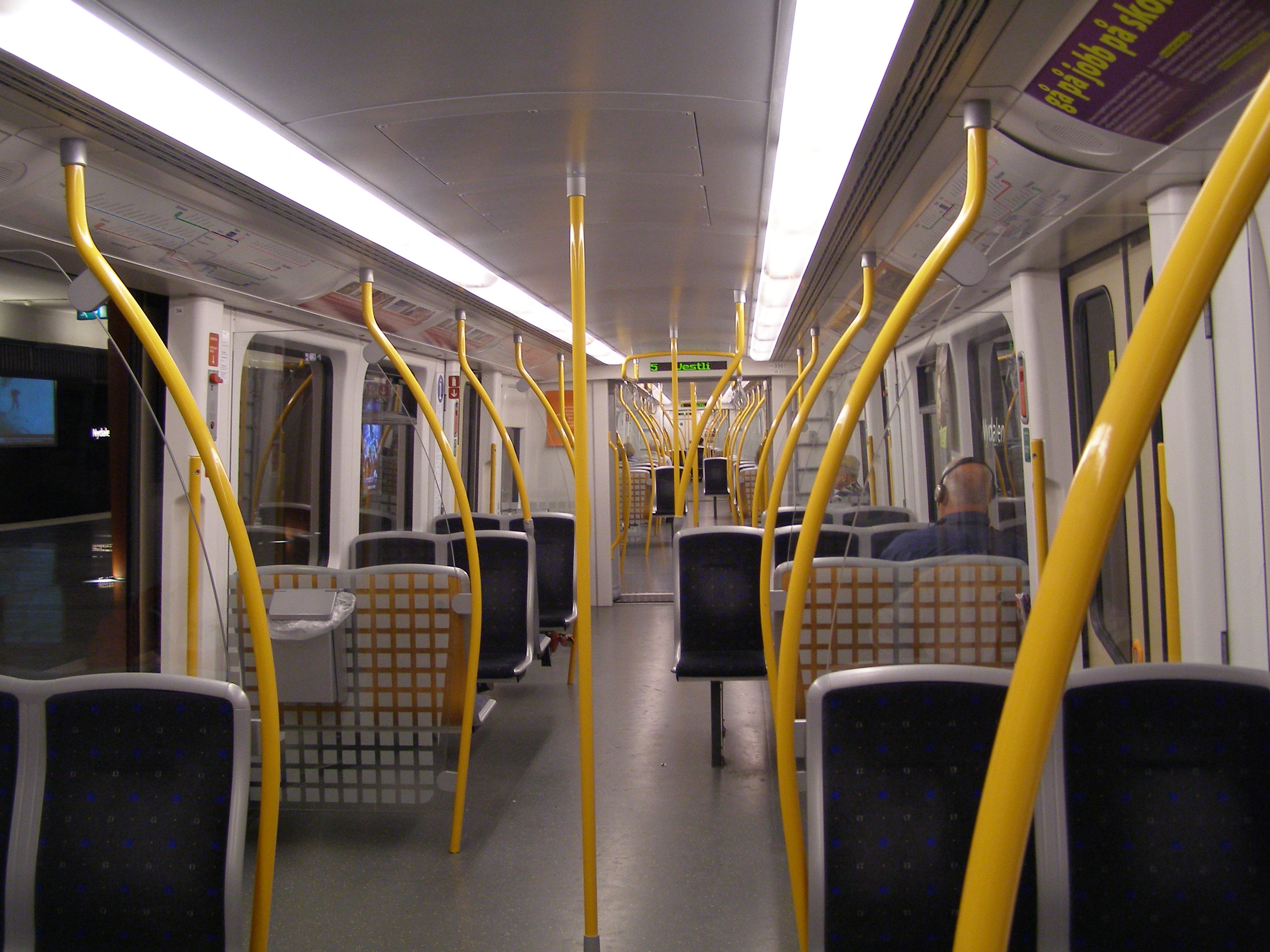
Wnętrze wagonu MX3000

W styczniu 2008 r., Gmina Oslo zamówiła dodatkowe 15 jednostek, z opcją dalszych zamówień w późniejszym terminie. Pozwoliłoby to wszystkim wschodnim liniom osiągnięcie częstotliwości kursowania co 7 min i 30 sekund do centrum miasta, zamiast obecnego taktu 15-minutowego. Pociągi zaczęłyby korzystać z pętli znajdującej się w Stortinget, a linie zachodnie nadal miałyby 15-minutowy odstęp. Dodatkowo pociągi obsługujące linię Ring zostały przedłużone do sześciu wagonów (połączone składy). Koszt zamówienia wyniósł 675 milionów NOK. Ponadto okręg Akershus sfinalizował zamówienie na pięć jednostek, które kosztowały 240 milionów NOK. W przeciwieństwie do jednostek należących do Oslo, pięć jednostek zamówionych przez Akershus jest własnością organu tranzytowego Ruter. W tym samym roku rada miejska w Oslo podjęła decyzję o unowocześnieniu linii Holmenkollen do standardu metra, aby sześcioczłonowe pociągi MX3000 mogły być głównym środkiem transportu do Holmenkollen podczas Mistrzostw Świata FIS w Narciarstwie Klasycznym 2011. Pozwoliło to osiągnąć przepustowość pozwalającą przewieźć 9 tys. osób na godzinę do obiektu sportowego. W 2009 roku jednostki T2000 zostały wycofane z eksploatacji, a 22 kwietnia 2010 roku ostatni T1300 został wycofany, dzięki czemu MX3000 były jedynymi jednostkami w ruchu w metrze w Oslo. Rada miasta rozważała również zamówienie 15 dodatkowych składów MX3000 celem zastąpienia pociągów T2000 zamiast wykonać remont w kwocie 50 mln NOK.
W listopadzie 2010 r. Norweska Rada Badania Wypadków skrytykowała układ hamulcowy pociągów. W 2009 roku doszło do 83 incydentów, w których pociągi z zahamowanymi kołami zjeżdżały ze stromych odcinków torów. Komisja Badania Wypadków stwierdziła, że metro przeprowadziło niewystarczające testy układu hamulcowego na stromych i śliskich liniach, nie wyregulowało również hamulców w zadowalający sposób i nie utrzymywało pociągów i torów w wystarczającym stopniu utrzymania. W grudniu 2010 roku Oslo Vognselskap zamówiło kolejne 32 jednostki składające się z trzech wagonów, zwiększając całkowite zamówienie do 115 jednostek trójczłonowych. Ostatnie pociągi miały zostać dostarczone do 2012 roku. Doszło do sprzeczki między ugrupowaniami politycznymi co do ostatecznej ilości zakupionych jednostek. Partie lewicowe głosowały za zamówieniem 19 jednostek, lecz Partia Liberalna i opozycja socjalistyczna przegłosowała zakup większej ilości. Dodatkowe pociągi umożliwiają obsługę wszystkich linii (z wyjątkiem 1 linii -Holmenkollen) z wykorzystaniem sześcioczłonowych jednostek, co było zwiększeniem, gdyż na liniach Lambertseter, Ring i Kolsås (linie 4, 5 i 3) wykorzystywane były tylko pociągi składające się z trzech wagonów. 

## Specyfikacja
MX3000 to elektryczny zespół trakcyjny składający się z trzech wagonów, zbudowany wyłącznie dla metra w Oslo przez firmę Siemens w Wiedniu w Austrii. Jest to modyfikacja pociągów używanych w wiedeńskim metrze. Jednostki zostały zaprojektowane przez Porsche Design Studio. W przeciwieństwie do poprzedników malowanych na czerwono, pociągi są pomalowane na biało z czarnymi i szarymi detalami, obudowa zrobiona jest z aluminium. Pociąg składający się z trzech wagonów ma 54,34 m (178,28 ft) długości; każdy z wagonów końcowych ma 18,21 m (59,74 ft) długości, podczas gdy środkowy wagon ma 17,92 m (58,79 ft) długości. Wagony mają 3,16 m (10,37 ft) szerokości i 3,68 m (12,07 ft) wysokości. Pusta jednostka składająca się z trzech wagonów waży 98 ton, podczas gdy z pełnym ładunkiem waży 147 tony. Daje to maksymalne obciążenie osi 12,5 t.

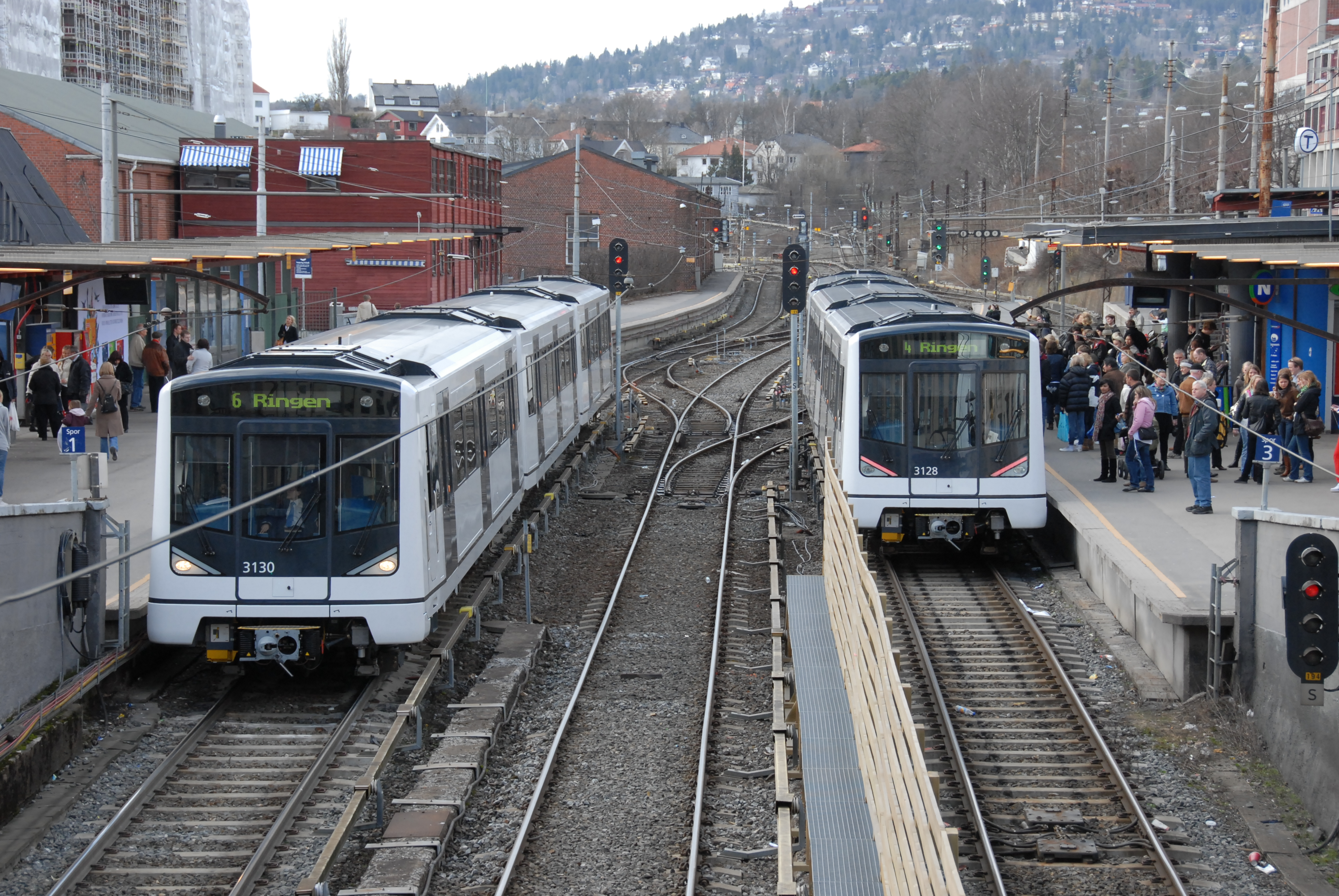
Dwa pociągi MX3000 na stacji w Majorstuen

Każda jednostka składająca się z trzech wagonów ma 138 miejsca siedzące, a łącznie pomieści 493 pasażerów. Wysokość podłogi wynosi 1,12 m (3,67 ft) nad torem, umożliwiając bezstopniowy dostęp do peronów. Z każdej strony znajdują się trzy sztuki drzwi (łącznie sześć na wagon), mierzących 1300 mm (51,18 cal) szerokości i 1960 mm (77,17 cal) wysokości. W przeciwieństwie do starszych pociągów T1000, konfiguracja z trzema wagonami pozwala pasażerom chodzić między wagonami. W połączeniu z lepszym rozplanowaniem przestrzennym zmniejsza poczucie stłoczenia. W MX3000 wprowadzono również klimatyzację w kabinie maszynisty. Jednostki działają w konfiguracji pojedynczej (z trzema wagonami) lub w ukrotnieniu (z sześcioma wagonami).
Każdy wagon jest wyposażony w cztery trójfazowe asynchroniczne 140 kW (188 HP) silniki, co daje każdemu trójczłonowemu zespołowi moc wyjściową 1680 kW (2253 HP). W każdym wagonie cztery silniki są zasilane przez własny tranzystor bipolarny z izolowaną bramką. Przekształcają 750 woltów prądu stałego pobranego z trzeciej szyny do trójfazowego prądu przemiennego używanego w silnikach. Częstotliwość i amplituda prądu podawanego do silników zmienia się w zależności od prędkości pociągu. W MX3000 wprowadzono hamulce regeneracyjne, które umożliwiają hamulcom elektromagnetycznym oddawanie mocy z powrotem do sieci podczas hamowania. Ponadto na każdej osi znajduje się zapasowy hamulec tarczowy. Przyspieszenie w zakresie 40 km/h (24,85 mi/h) jest ograniczona do 1,3 metrów na sekundę do kwadratu (4.3 stopy/s2). W tej fazie w pełni załadowany pociąg wykorzystuje 5,0 kiloamper. Do użytku w obszarach bez możliwości poboru prądu z trzeciej szyny (takich jak zajezdnie), pociągi są wyposażone w 110V baterię. Pozwala to na manewrowanie w zajezdni i sprawia, że konserwacja jest bardziej opłacalna. Zużycie energii zostało zmniejszone o 30%, co według szacunków pozwoli firmie operacyjnej zaoszczędzić 13 mln NOK rocznie, w porównaniu ze starymi jednostkami.

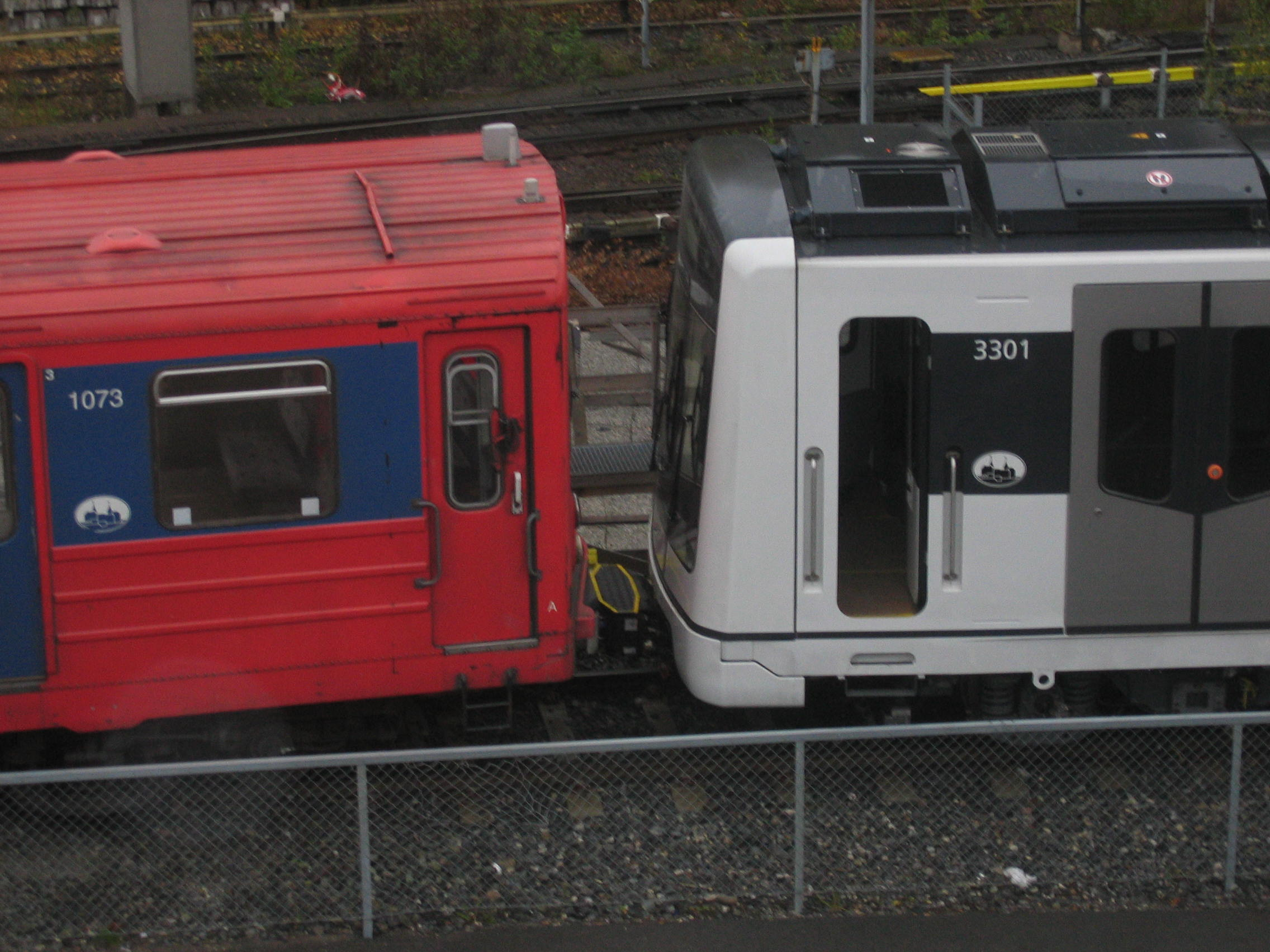
T1000 i MX3000 połączone razem

Na każdy wagon przypadają po dwa wózki, każdy z dwiema osiami. Średnica koła wynosi 850 mm (33,46 cal) dla nowych kół i 770 mm (30,31 cal) po całkowitym ich zużyciu. Odległość między środkami wózków wynosi 11,00 m (36,09 ft). Zawieszenie podstawowe to stalowe sprężyny śrubowe między osiami a wózkami, z zawieszeniem pneumatycznym między ramą, a wózkami. MX3000 jako pierwszy zastosował w metrze zawieszenie pneumatyczne, które zapewnia mniejszy hałas, lepszy komfort i umożliwia dostosowanie wysokości do zmieniającej się wagi pasażerów. 
Jednostki są sterowane przez rozproszony system połączony podwójną wielofunkcyjną magistralą. Skład posiada dwa wagony sterownicze, które monitorują i kontrolują wszystkie główne funkcje pociągu; dodatkowo dostępne są systemy sterowania hamulcami, zasilaniem, drzwiami, wentylacją, systemem informacji pasażerskiej oraz sprężarką. Podobnie jak w przypadku starszego taboru, prędkość pociągu jest kontrolowana przez system automatycznej ochrony pociągu (ATP). Kody prędkości są przesyłane z punktów ATP w infrastrukturze za pomocą 75 hercowych impulsów w torach. Pociągi odbierają sygnały przez anteny. Kody prędkości to 15 km/h (9,32 mi/h), 30 km/h (18,64 mi/h), 50 km/h (31,07 mi/h) i 70 km/h (43,5 mi/h). Skład odbiera sygnał poprzez anteny i wyświetla go na pulpicie maszynisty; dodatkowo system automatycznie zmniejszy prędkość pociągu w przypadku przekroczenia limitu. Maszynista może wprowadzić pociągi w tryb automatyczny, w którym pociąg sam dostosowuje prędkość do ograniczenia prędkości. Maszynista jest zawsze odpowiedzialny za ruszanie oraz zatrzymywanie pociągu na stacjach. Kabiny maszynistów są bardziej ergonomiczne niż w T1000, a lusterka do monitorowania peronów zostały zastąpione kamerami i ekranami. 

## Numeracja
Numery składów MX3000 dla pierwszych 99 zestawów zaczynają się od 3x01, a kończą na 3x99, a dla następnych zestawów (po dostarczeniu setnej jednostki) zaczynają się od 3x100, kończąc na 3x115. Wiele pociągów otrzymało również damskie imię.
| Wagon     | Wagony sterownicze #1 | Wagony środkowe | Wagony sterownicze #2 |
| --------- | --------------------- | --------------- | --------------------- |
| Numeracja | 31xx(x)               | 32xx(x)         | 33xx(x)               |